# Lionello De Felice
Lionello De Felice (Montoro Inferiore, 9 settembre 1916 – Roma, 14 dicembre 1989) è stato un regista e sceneggiatore italiano.

## Biografia
Originario di Avellino, si trasferisce a Napoli dove si laurea in giurisprudenza; si sposta successivamente a Roma per seguire il corso di regia presso il Centro sperimentale di cinematografia, e per lavorare dal 1939 come segretario di edizione e aiuto regista soprattutto con Alessandro Blasetti, ma anche per altri registi. Dopo essersi diplomato, nel dopoguerra intraprende sia l'attività di giornalista che quella di sceneggiatore. Nel 1951 debutta nella regia con lo spionistico Senza bandiera, ambientato durante la prima guerra mondiale. Dall'anno successivo e fino al 1960 ne dirige altri sei; si ricordano il musicale Il romanzo della mia vita, interpretato da Luciano Tajoli, e il brillante I tre ladri, interpretato da Totò e Gino Bramieri.
Nei primi anni sessanta collabora soprattutto con Michele Lupo e Marcello Baldi per alcuni film peplum e spionistici. Nel 1969 collabora ancora con Blasetti dirigendo la seconda unità di Simon Bolivar.

## Filmografia

### Regista
- Senza bandiera (1951)
- Il romanzo della mia vita (1952)
- Cento anni d'amore (1953) anche adattamento e sceneggiatura
- L'età dell'amore (1953) anche sceneggiatura
- I tre ladri (1954) anche sceneggiatura
- Disperato addio (1955) anche sceneggiatura
- L'accusa del passato (El pasado te acusa) (1957) anche soggetto e sceneggiatura; in Spagna
- Costantino il Grande (1960) anche sceneggiatura

### Altre mansioni
- Un'avventura di Salvator Rosa di Alessandro Blasetti (1939) segretario di edizione
- Fortuna di Max Neufeld (1940) ispettore di produzione
- La corona di ferro di Alessandro Blasetti (1941) aiuto regista
- La cena delle beffe di Alessandro Blasetti (1942) aiuto regista
- 4 passi fra le nuvole di Alessandro Blasetti (1942) aiuto regista
- Harlem di Carmine Gallone (1943) aiuto regista
- Apparizione di Jean de Limur (1944) aiuto regista
- I cavalieri dalle maschere nere (I Beati Paoli) di Pino Mercanti (1947) sceneggiatura
- Fabiola di Alessandro Blasetti (1949) sceneggiatura e aiuto regia
- La forza del destino di Carmine Gallone (1949) sceneggiatura
- La bellezza del diavolo (La beauté du diable) di René Clair (1950) aiuto regista
- Gli eroi della domenica di Mario Camerini (1952) soggetto e sceneggiatura
- Italia K2 di Marcello Baldi (1955) soggetto e sceneggiatura
- Marte, dio della guerra di Marcello Baldi (1962) dialoghi
- Maciste il gladiatore più forte del mondo di Michele Lupo (1962) soggetto, sceneggiatura e supervisione regia
- Gli invincibili tre di Gianfranco Parolini (1964) soggetto e sceneggiatura
- La vendetta di Spartacus, regia di Michele Lupo (1964), soggetto e sceneggiatura
- Sette contro tutti di Michele Lupo (1965) sceneggiatura
- Inferno a Caracas di Marcello Baldi (1967) soggetto e sceneggiatura
- Simon Bolivar di Alessandro Blasetti (1969) regista seconda unità